# تفانسا (ازمورن)
تفانسا هي إحدى مشيخات المملكة المغربية، تتبع جغرافيا لإقليم الحسيمة وإداريًا لازمورن. يقدر عدد سكانها بـ 880 نسمة حسب الإحصاء الرسمي للسكان والسكنى لسنة 2004.